# Phuphena obliqua
Phuphena obliqua är en fjärilsart som beskrevs av Smith 1900. Phuphena obliqua ingår i släktet Phuphena och familjen nattflyn. Inga underarter finns listade i Catalogue of Life.